# J-Bay Open
O J-Bay Open é um evento do ASP World Tour que se celebra em Jeffreys Bay, África do Sul normalmente durante o mês de julho.
Faz mais de quarenta anos que Jeffreys Bay recebe surfistas de todo mundo para surfar a legendária onda de Supertubos, universalmente conhecida como um dos melhores lugares de surf de todo o planeta.

## História do evento
O primeiro campeonato foi o Beach Hotel Classic no ano 1981 com um prémio em dinheiro de 130 dólares. O evento inaugural viu ao legendário surfista sul-africano e internacional Shaun Tomson conseguir o campeonato em ondas de 1,5 metros em Supertubos.
Em julho de 1984 a ASP incluiu Jeffreys Bay dentro de seus campeonatos oficiais internos. O evento de 1984 foi considerado então como "um dos melhores 20 campeonatos da história", segundo Al Hunt, Manager Geral da ASP. Naquele ano essa edição reuniu a surfistas como o então campeão sul-africano Shaun Tomson, a estrela mundial Tom Carroll e Mark Occhilupo, com 18 anos por aquele evento.
O evento não se celebrou nos anos 1985 e 1986, mas em 1987 voltou como o Billabong Country Feeling J-Bay Surf Classic, um evento de classe A no tour inaugural da África do Sul "SA Surfing Series" (SASS). Em 1993 o campeonato atingiu o nível ASP World Qualifying Séries (WQS) e na final Munga Barry venceu a Kelly Slater.
Na manhã de 2 de junho de 1996 não se pôde surfar em Jeffreys Bay depois de 12 anos de campeonatos ininterruptos, se transladando a Boneyards. Pela tarde finalmente iniciou a competição na mítica onda Supertubos. Em 1997 o evento entra no WCT. A edição do 2006 teve o final mais dramático da história do evento quando no último dia do período de espera, com ondas de 2,5 metros e precisando um 9,23 para superar a Andy Irons, Kelly Slater conseguiu um repertório de manobras tal, que a 30 segundos do final, conseguiu um 9,5, e a vitória que mais tarde supor-lhe-ia o seu 7.º título mundial.
A edição de 2007 foi um campeonato cheio de adiamentos como consequência da baixa qualidade de ondas. Quando todos pensavam que os organizadores ver-se-iam obrigados a ampliar as datas, em 21 de julho (penúltimo dia) se decidiu quem era o vencedor. Taj Burrow fez-se com a vitória numa final nada que ver às do ano anterior. O australiano com um 8,50 em sua segunda onda e um 8,00 na quarta somou um total de 16,50 que lhe bastaram para vencer com solidez ao outro finalista Kelly Slater. O estadounidense não pôde fazer nada ante surfe de Burrow e teve que se conformar com um 2,57 em sua segunda onda e um 3,60 em sua oitava onda. Slater mal chegou a conseguir um 6,17 ao todo.

## Campeões
Ref.
| Ano  | Vencedor              | Nação          | Pontos | Vice-campeão                 | Nação          | Pontos | Prémio monetário |
| ---- | --------------------- | -------------- | ------ | ---------------------------- | -------------- | ------ | ---------------- |
| 1984 | Mark Occhilupo        | Austrália      | 5,00   | Hans Hedemann                | Hawaii         | 0,00   |                  |
| 1996 | Kelly Slater          | Estados Unidos | 24,75  | Taylor Knox                  | Estados Unidos | 22,25  | $105.000         |
| 1998 | Michael Barry         | Austrália      | 25,30  | Sunny Garcia                 | Hawaii         | 19,75  | $120.600         |
| 1999 | Joel Parkinson        | Austrália      | 21,50  | Ross Williams                | Hawaii         | 17,45  | $120,600         |
| 2000 | Jake Paterson         | Austrália      | 23,50  | Peterson Rosa                | Brasil         | 15,50  | $135,600         |
| 2001 | Jake Paterson (2)     | Austrália      | 21,30  | Taylor Knox                  | Estados Unidos | 20,50  | $250.000         |
| 2002 | Mick Fanning          | Austrália      | 27,70  | Michael Lowe                 | Austrália      | 21,60  | $250.000         |
| 2003 | Kelly Slater (2)      | Estados Unidos | 18,36  | Damien Hobgood               | Estados Unidos | 15,83  | $250.000         |
| 2004 | Andy Irons            | Hawaii         | 16,83  | Nathan Hedge                 | Austrália      | 8,00   | $260.000         |
| 2005 | Kelly Slater (3)      | Estados Unidos | 16,83  | Andy Irons                   | Hawaii         | 16,56  | $270.000         |
| 2006 | Mick Fanning (2)      | Austrália      | 16,90  | Taj Burrow                   | Austrália      | 16,00  | $280.000         |
| 2007 | Taj Burrow            | Austrália      | 16,50  | Kelly Slater                 | Estados Unidos | 6,17   | $300.000         |
| 2008 | Xu[Kelly Slater]] (4) | Estados Unidos | 16,73  | Mick Fanning                 | Austrália      | 9,40   | $320.000         |
| 2009 | Joel Parkinson (2)    | Austrália      | 15,97  | Damien Hobgood               | Estados Unidos | 11,94  | $340.000         |
| 2010 | Jordy Smith           | África do Sul  | 17,93  | Adam Melling                 | Austrália      | 10,00  | $400.000         |
| 2011 | Jordy Smith (2)       | África do Sul  | 15,60  | Mick Fanning                 | Austrália      | 14,83  | $425.000         |
| 2014 | Mick Fanning (3)      | Austrália      | 17,00  | Joel Parkinson               | Austrália      | 13,60  |                  |
| 2015 | Shark                 | África do Sul  | 20,00  | Mick Fanning & Julian Wilson | Austrália      | 0      |                  |
| 2016 | Mick Fanning (4)      | Austrália      | 17,70  | John John Florence           | Hawaii         | 17,13  |                  |
| 2017 | Filipe Toledo         | Brasil         | 18,00  | Frederico Morais             | Portugal       | 17,73  |                  |
| 2018 | Filipe Toledo (2)     | Brasil         | 16,80  | Wade Carmichael              | Austrália      | 15,33  |                  |
| 2019 | Gabriel Medina        | Brasil         | 19,50  | Italo Ferreira               | Brasil         | 16,77  |                  |
| 2022 | Ethan Ewing           | Austrália      | 16,80  | Jack Robinson                | Austrália      | 16,30  |                  |
| 2023 | Filipe Toledo (3)     | Brasil         | 18,76  | Ethan Ewing                  | Austrália      | 12,60  |                  |

- 1 ^ A final de 2015 foi cancelada após um ataque de tubarão sobre o Mick Fanning, foi dado a pontuação de 2º lugar para os dois